# Hermannplatz (stanice metra v Berlíně)
Hermannplatz je stanice berlínského metra, kde se křižují linky U7 a U8. Stanice je impozantní svými rozměry, především spodní nástupiště linky U7: délka činí 132 metrů, šířka pak 22 metrů, zejména zde na první pohled překvapuje výška – 7 metrů. Za tuto monumentalitu vděčí tato stanice i tomu, že roku 1926, kdy byla uvedena do provozu, se na stejnojmenném náměstí otevíral i nový obchodní dům Karstadt; vedení obchodního domu investovalo značnou částku do vybavení stanice, dopravní podnik pak na oplátku pořídil přímý vchod do obchodního domu z nástupiště (který existuje dodnes). Na této stanici bylo též instalováno první pohyblivé schodiště berlínské podzemní dráhy.